# Carbonils (Albanyà)
Carbonils o Carbonills és una localitat de poblament dispers, amb cases de pagès escampades al sud de la serra de Bac Grillera, a l'actual municipi d'Albanyà (Alt Empordà).
Carbonils era un terme independent a primers del Segle XIX, però amb la política de reducció del número de municipis, va ser incorporat a Albanyà el 1846, juntament amb Els Horts.
En aquest terme hi ha l'església de Sant Feliu de Carbonils, d'origen romànic. També, al límit amb el terme de Maçanet de Cabrenys, hi ha l'ermita de la Mare de Déu del Fau, amb una vista extraordinària de les muntanyes i de la plana de l'Empordà.
Les principals cases de pagès són El Palau, El Grau, Terracoberta, Can Roquill, la Trilla i les Mosqueres (a llevant), i Can Cariquetes i el Bertran (a ponent, a prop de la Muga)